# Fritz Hoffmann-La Roche
Pour les articles homonymes, voir La Roche.
Fritz Hoffmann-La Roche (von der Mühll) est un industriel suisse qui a fondé Roche. Il est né à Bâle (Suisse) le 24 octobre 1868 et est décédé le 18 avril 1920. 
Sa famille est composée de riches hommes d'affaires du Daig qui lui fournissent à la fois l'expérience de l'emploi et l'investissement au début de sa carrière professionnelle. Il a travaillé pour une banque, une pharmacie, un marchand de produits chimiques et un commerçant pharmaceutique avant de se lancer dans ses propres affaires. 

## Carrière
Il monte en 1894 avec Max Carl Traub (1855-1919) la compagnie Hoffman, Traub & Co qui fabriquait une gamme limitée de produits pharmaceutiques et chimiques. Son père a contribué à la majorité du capital, et Traub par certains brevets et contrats. 
Fritz Hoffmann épouse en 1895 Adèle La Roche. Il était de pratique courante en Suisse pour un homme d'emprunter le nom de son épouse. À partir de ce moment, on se référa souvent à lui sous le nom de Fritz Hoffmann-La Roche. Le couple divorce en 1919, et après cela, il se maria avec Elisabeth von der Mühll, également du Daig. 
En 1896, Traub quitte la compagnie qui sera renommée F. Hoffmann-La Roche & Co.

## Succès
Selon Peyer, « Pour son temps, Fritz Hoffmann était particulièrement intéressé à la promotion des produits ». Il faisait attention à chaque aspect de publicité, de la simple publicité à l'emballage et la promotion aux personnes telles que les pharmaciens. Il a aussi établi des contacts internationaux pour les matières premières et la vente des produits, et a encouragé la recherche. Après l'intermède dramatique de la Première Guerre Mondiale, cette même stratégie permet à la compagnie de se reconstruire et de se développer. Il se retira du conseil d'administration de la société en 1919 pour cause de santé et mourut un an plus tard.

## Descendance
Son fils aîné Emanuel Hoffmann (1896-1932) travaille chez Roche et dirige la filiale belge. Avec son épouse Maja Stehlin (1896-1989), ils forment un couple de collectionneurs d'art contemporain. Ils sont les parents de Luc Hoffmann.
Les descendants de Fritz Hoffmann, les familles Hoffmann-Oeri, sont restés propriétaires d'une part importante de l'entreprise fondée par Fritz. Depuis 1948, ils ont constitué un pacte d'actionnaires, qui contrôlait en 2011, 45,1 % des droits de vote de l'entreprise.

## Principales sources
- H. C. Peyer (1996) Roche - A Company History 1896-1996 (trans J. P. Richardson) Basel: Editiones Roche  (ISBN 3 907770 59 5)

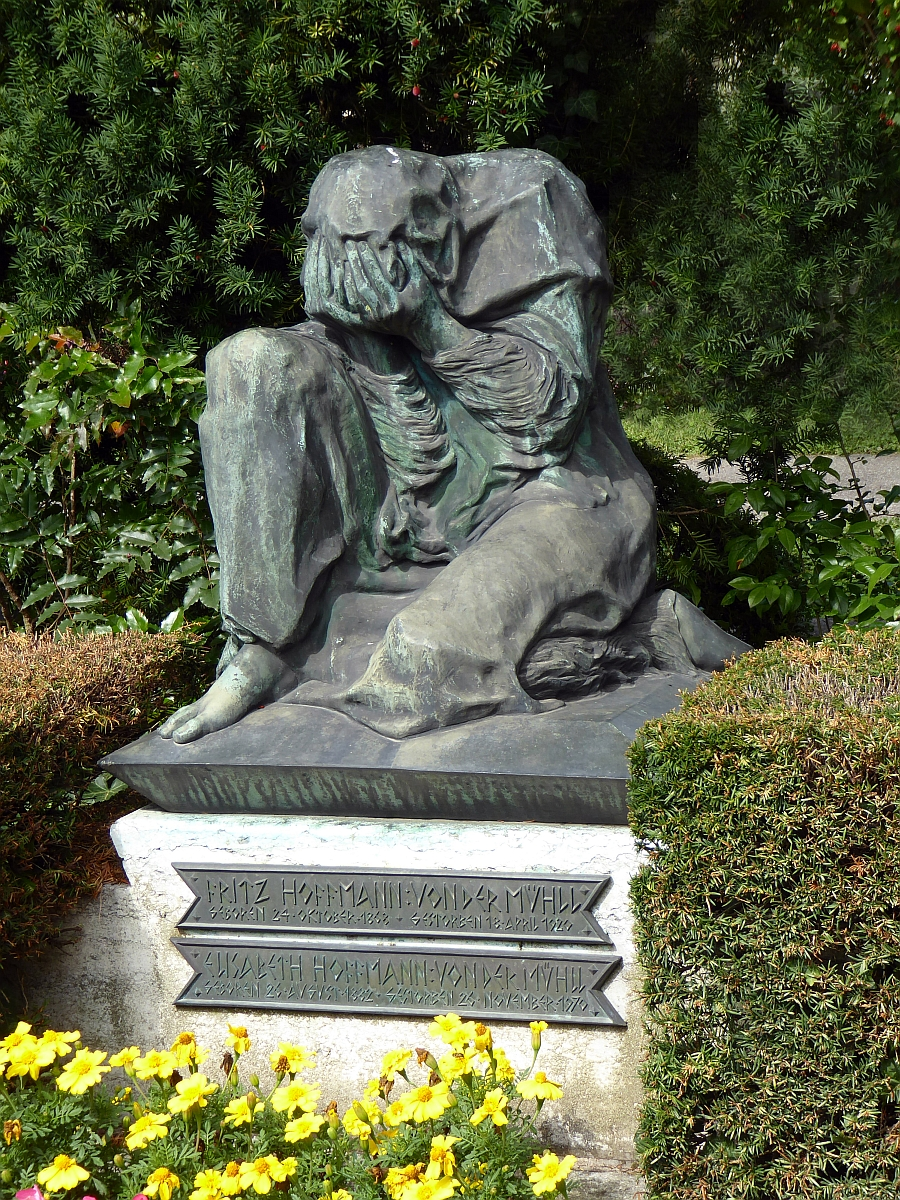
Fritz Hoffmann-La Roche (von der Mühll) (1868-1920), tombe située au Friedhof Wolfgottesacker, Bâle.